# Eudolium thompsoni
Eudolium thompsoni är en snäckart som beskrevs av McGinty 1955. Eudolium thompsoni ingår i släktet Eudolium och familjen tunnsnäckor. Inga underarter finns listade i Catalogue of Life.